# Manuel Mark
Manuel Mark (St. Johann in Tirol, 10 de noviembre de 1985) es un deportista austríaco que compitió en taekwondo. Ganó dos medallas de plata en el Campeonato Europeo de Taekwondo, en los años 2008 y 2010.

## Palmarés internacional
| Campeonato Europeo | Campeonato Europeo      | Campeonato Europeo | Campeonato Europeo |
| Año                | Lugar                   | Medalla            | Categoría          |
| ------------------ | ----------------------- | ------------------ | ------------------ |
| 2008               | Roma (Italia)           | Medalla de plata   | –72 kg             |
| 2010               | San Petersburgo (Rusia) | Medalla de plata   | –74 kg             |